# Giovanni Battista Granata
Giovanni Battista Granata (1620/1621, Turín — 1687) fue un guitarrista y compositor italiano. Como profesión, Granata era barbero cirujano.

## Carrera
Granata fue el guitarrista más prolífico del siglo XVII, con siete obras publicadas. Sus primeros libros contienen música para guitarra sola en tablatura, mientras que los posteriores contenían además ocasionales piezas con bajo continuo. En particular, su quinto libro (1674) comienza con doce piezas para guitarra, continuo y violín.

## Obra
- Caprici armonici sopra la chittariglia spagnuola... (Bolonia, 1646)
- Nuove suonate di chitarriglia spagnuola piccicate, e battute... (Bolonia, c. 1650)
- Nuova scielta di capprici armonici... op. 3... (Bolonia, 1651)
- Soavi concenti di sonate musicali per la chitarra spagnuola... op. 4... (Bolonia, 1659)
- Novi capricci armonici musicali in vari toni per la chitarra spagnola, violino, e viola concertati, et altre sonate per la chitarra sola. op. 5... (Bolonia, 1674)
- Nuovi sovavi concenti di sonate musicali in varii toni per la chitarra spagnola, et altre sonate concertate a due violini, e basso.  Op. 6... (Bolonia, 1680)
- Armonici toni di vari suonate musicali concertante, a due violini, e basso, con la chitarra spagnola, op. 7... (Bolonia, 1684)